# Rhythms del Mundo
Rhythms del Mundo is een cd uit 2006 waarop Ibrahim Ferrer en Omara Portuondo van de Buena Vista Social Club nummers speelden van verschillende bekende bands en artiesten. In enkele gevallen speelden deze artiesten ook zelf mee op het album als onderdeel van Artists' Project Earth.
Het doel van Artists' Project Earth en van het produceren en verkopen van de cd is het bijeenbrengen van geld voor projecten tegen opwarming van de Aarde en voor de ondersteuning na natuurrampen. Van de verkoopprijs van iedere cd wordt dan ook minimaal twee pond gedoneerd aan de National Disaster Relief en aan Climate Change Awareness-programma's.
In het boekje in de hoes staan oproepen en citaten van bekende wereldburgers waaronder Al Gore. Ook zijn tips opgenomen over hoe men het beste energie kan besparen en is een lijst gegeven met recente natuurrampen als orkaan Katrina en de tsunami van december 2004.
Alle nummers op het album zijn bewerkingen van bekende hitsingles van bekende artiesten. Door deze bewerkingen hebben alle nummers de typische "sound" van de Buena Vista Social Club. De cd bevat de volgende nummers:
1. Coldplay - Clocks
2. Jack Johnson - Better together
3. Arctic Monkeys - Dancing shoes
4. Dido & Faithless - One step too far
5. Ibrahim Ferrer - As Time Goes By
6. Coco Freeman ft. U2 - I Still Haven't Found What I'm Looking For
7. Maroon 5 - She will be loved
8. Kaiser Chiefs - Modern way
9. Omara Portuondo - Killing me softly
10. Vania Borges ft. Quincy Jones - Ai no corrida
11. Sting - Fragilidad
12. Vania Borges - Don't know why
13. Aquila Rose & Idana Valdes - Hotel buena vista
14. Coco Freeman ft. Franz Ferdinand - The Dark of the Matinée (Spaanstalige versie)
15. El Lele de Los Van Van - High and dry (bevat samples van Radiohead)